# Districte de Benarés
El districte de Benarés (anteriorment Benares District en anglès) és una divisió administrativa de l'estat d'Uttar Pradesh, a la divisió de Benarés (o divisió de Benarés). La superfície actual és de 1.535 km² i la població de 3.138.670 habitants.
Està dividida en dos tehsils: 
- Varanasi Sadar
- Pindra

I en 8 blocs de desenvolupament:
- Kashi Vidyapeeth
- Cholapur
- Badagoan
- Chiraigoan
- Harahua
- Pindra
- Arajiline
- Sevapuri

Hi ha 108 Naya Panchayat i 696 Gram Panchayat i en total 1327 pobles (38 deshabitats)
Al districte destaquen els temples hindús de Benarés, els ghats que porten al riu Ganges, les cerimònies de cremació de cadàvers a la vora del riu, i les restes budistes de Sarnath.

## Història
Varanasi pertanyia al rei de Kanauj al segle xii quan va caure en mans de Muizz al-Din Muhammad el virrei (i després sultà) gúrida, després de derrotar a Jai Chand. Es va nomenar un governador musulmà. Al segle xv el districte va formar part del sultanat de Jaunpur fins a la seva caiguda. A les lluites del segle xvi entre afganesos i mogols, va patir força; sota Akbar el Gran fou inclosa a la suba d'Allahabad; el domini mogol va durar fins al segle xviii quan l'enfonsament de l'Imperi va causar diverses lluites.
El 1722 el territori fou inclòs en el govern del virrei o nawab d'Oudh Saadat Khan que el va concedir en feu a Mir Rustam Ali. Aquest fou expulsat el 1738 i el feu concedit al seu lloctinent Mansa Ram, ancestre dels maharajas de Benarés que ja governava una fortalesa a Jaunpur.
Mansa Ram va morir el 1739 però el seu fill, Balwant Singh, en nom del qual s'havia fet la cessió del feu i que havia rebut el títol de raja, va seguir la policia paterna encaminada a aconseguir la independència en relació al nawab mitjançant la construcció o la conquesta d'una línia de fortaleses estratègiques al sud del Ganges; pas a pas va anar adquirint territoris i reforçant cada adquisició per obres militars. El 1763 el raja es va incorporar a l'expedició a Bengala de l'emperador Shah Alam i el nawab Shuja al-Daula; després de la greu derrota de Buxar el 1764 el raja es va presentar al quarter britànic i va demanar el protectorat del vencedors. Per un acord amb la Companyia Britànica de les Índies Orientals signat el mateix 1764, els estats del raja foren separats de l'Oudh i posats sota protectorat, però aquesta decisió fou anul·lada per la junta de directors i el 1765 el territori de Benarés fou retornat a Oudh, amb la garantia del nawab que el raja podria mantenir les seves possessions. El 1770 Benarés es va veure afectada per la fam que devastava Bihar i Bengala del nord
Balwant Singh va morir el mateix 1770 sernse hereus legitims, i el nawab va intentar aprofitar l'ocasió per desposseir al seu vassall però la Companyia el va obligar a reconèixer la successió de Chet Singh, fill il·legítim del raja. El 1775 el nawab va renunciar a la sobirania sobre Oudh a favor dels britànics que van concedir a Chet Singh un sanad de confirmació el 15 d'abril de 1776. El 1778 es va imposar al raja una contribució de 5 lakhs pel manteniment d'un batalló de sipais; altres peticions d'impostos o contribucions foren fetes el 1779 i 1780.
El 1780 el poder britànic fou desafiat simultàniament per Haidar Ali de Mysore, el nizam d'Hyderabad i la Confederació Maratha, i el governador general Warren Hastings, va demanar al raja de Benarés d'aportar un contingent de cavalleria de 1500 homes; el raja es va mostrar evasiu i no va enviar cap soldat; Hastings llavors li va imposar una multa de 50 lakhs. L'1 d'agost de 1781 va anar en persona a Benarés i va trobar a Chet Singh encara insubordinat, i va ordenar la seva detenció a palau. Això va provocar disturbis i el contingent britànic a la ciutat, molt petit, fou atacat i eliminat amb facilitat. El raja va fugir a una de les seves fortaleses i la revolta es va fer general. Hastings va quedar bloquejat a Benarés en difícil posició fins que es va retirar a Chunar. El raja va romandre en revolta oberta fins al setembre quan les tropes britàniques van dispersar als seus partidaris. Llavors Hastings va retornar a Benarés, va deposar Chet Singh i va proclamar al seu nebot Mahip Narayan com a raja amb seu a Ramnagarh. Chet Singh, es va retirar a Gwalior, on va morir el 1810. L'administració criminal de l'estat i la civil i criminal de la ciutat de Benarés fou transferida a la Companyia. El 1783, una escassetat va causar disturbis a la ciutat. El 1795 va morir el raja Mahip Narayan i el va succeir el seu fill Udit Narayan. Per la dinastia de maharajas de Benarés, vegeu: Benarés.
El 1798 Wazir Ali, nawab od'Oudh, fou deposat pels britànics i enviat a viure a Benarés. El gener de 1799 va atacar a Cherry, agent del governador general, i el va matar junt amb dois oficials més. Va assaltar llavor a un magistrat que es va defensar a casa seva fins a l'arribada de la cavalleria britànica des de Bitabar que el va rescatar. Wazir Ali va fugir a temps però després fou atrapat i confinat de per vida a Calcuta.
Hi va haver escassetat el 1803-1804 i fam el 1837-1838 encara que Benarés no fou el lloc més afectat.
El motí del 1857 iniciat a Meerut es va conèixer a Benarés el dia 15 de maig i el 37è regiment d'infanteria nativa es va insubordinar i es va decidir desarmar-lo (juny); quan es va intentar es van oposar a empentes, però finalment foren dispersats; els sikhs i la cavalleria irregular es van unir al motí però els fidels van conservar la fàbrica de moneda i el tresor; la rebel·lió no es va estendre i els reforços de Calcuta van mantenir tranquil·la la zona excepte disturbis menors: a Jaunpur els rajputs van organitzar un atac a Benarés però foren derrotats el 17 de juny pels britànics. El 18 de juny es va començar a construir el fort de Rajghat que dominava la ciutat i va garantir la pau la resta del motí.
Hi va haver escassetats el 1860-1861, 1869, 1874 i 1877-1879, i 1896-1897.

## Domini Britànic
El districte sota domini britànic tenia 2.610 km², amb 4 ciutats i 1972 pobles. La població era: (1872) 794.039, (1881) 892.684, (1891) 921.943, i (1901) 882.084. Estava dividit en tres tahsils: Benares, Gangapur i Chandauli i la capital era Benarés, mentre el maharaja residia a Ramnagarh que era la segona ciutat.
El tahsil de Benarés tenia 1479 km² el 1881 i 1202 km² el 1901, i una població de 580.467 el 1891 i 557,541 el 1901 repartida en 989 pobles i dues ciutats. Regada pels rius Gumti i Nand a més del Ganges.